# Čurokap
Čurokap je hygienická pomůcka v podobě kalíšku, který umožňuje ženám močit ve stoje, podobně jako to dělají muži.
Je určena k použití tehdy, když je například obtížné posadit se na mísu na veřejném WC, při lyžování nebo jiných outdoorových činnostech, nebo pro ženy, které slouží v armádě, kde je rovněž velmi problematické pro ženu močit v plné polní.
Český název vymyslely feministky a vycházely ze slov čůrat a okap. České feministky také pořádaly workshop, kde ženy učily, jak si čurokap z papíru složit[zdroj?].